# Naturschutzgebiet Steilhang-Buchenwald Brunskappel
Das Naturschutzgebiet Steilhang-Buchenwald Brunskappel mit einer Größe von 30,1 ha liegt westlich Brunskappel im Stadtgebiet von Olsberg im Hochsauerlandkreis. Das Gebiet wurde 2004 mit dem Landschaftsplan Olsberg durch den Hochsauerlandkreis als Naturschutzgebiet (NSG) ausgewiesen.

## Gebietsbeschreibung
Beim NSG handelt es sich um einen Rotbuchenwald mit niedrigen Felsrippen, Quellen und Quellrinnsalen.

## Schutzzweck
Im NSG soll der dortige Wald geschützt werden. Wie bei allen Naturschutzgebieten in Deutschland wurde in der Schutzausweisung darauf hingewiesen, dass das Gebiet „wegen der Seltenheit, besonderen Eigenart und Schönheit des Gebietes“ zum Naturschutzgebiet wurde.